# Scotch Cup 1959
Der Scotch Cup 1959 war die 1. Austragung des Curling-Turniers und wurde vom 9. bis 11. März des Jahres in den schottischen Städten Edinburgh, Perth und Falkirk veranstaltet. Der Pokalwettbewerb trägt heute den Status der Curling-Weltmeisterschaft der Herren.
Der Scotch Cup wurde in einer Serie von fünf Partien zwischen den Mannschaften aus Schottland und Kanada ausgespielt. Die Spiele wurden auf zwölf Ends angesetzt, aber die fünfte Partie wurde auf zehn Ends gekürzt.
Kanada gewann den Cup mit 5:0 Siegen.

## Teilnehmende Nationen
| Kanada | Schottland |
| --- | --- |
| Civil Service CC, Regina, SK Skip: Ernie Richardson Third: Arnold Richardson Second: Garnet Richardson Lead: Wes Richardson | Airth Bruce Castle Dunsmore CC, Falkirk Skip: Willie Young Third: John Pearson Second: Jimmy Scott Lead: Bobby Young |

## Tabelle
| Platz | Team       | Spiele | Siege | Ndlg. |
| ----- | ---------- | ------ | ----- | ----- |
| 1.    | Kanada     | 5      | 5     | 0     |
| 2.    | Schottland | 5      | 0     | 5     |

## Ergebnisse

### Runde 1
- 9. März 1959 in Edinburgh

| Team       |  | 1 | 2 | 3 | 4 | 5 | 6 | 7 | 8 | 9 | 10 | 11 | 12 | Gesamt |
| ---------- |  | - | - | - | - | - | - | - | - | - | -- | -- | -- | ------ |
| Kanada     |  | 1 | 2 | 1 | 0 | 1 | 2 | 0 | 1 | 1 | 0  | 3  | 0  | 12     |
| Schottland |  | 0 | 0 | 0 | 1 | 0 | 0 | 1 | 0 | 0 | 3  | 0  | 1  | 6      |

### Runde 2
- 10. März 1959 in Perth

| Team       |  | 1 | 2 | 3 | 4 | 5 | 6 | 7 | 8 | 9 | 10 | 11 | 12 | Gesamt |
| ---------- |  | - | - | - | - | - | - | - | - | - | -- | -- | -- | ------ |
| Kanada     |  | 0 | 3 | 0 | 1 | 0 | 0 | 1 | 0 | 1 | 1  | 4  | 0  | 11     |
| Schottland |  | 2 | 0 | 3 | 0 | 1 | 1 | 0 | 1 | 0 | 0  | 0  | 1  | 9      |

### Runde 3
- 10. März 1959 in Perth

| Team       |  | 1 | 2 | 3 | 4 | 5 | 6 | 7 | 8 | 9 | 10 | 11 | 12 | Gesamt |
| ---------- |  | - | - | - | - | - | - | - | - | - | -- | -- | -- | ------ |
| Kanada     |  | 1 | 0 | 1 | 0 | 0 | 2 | 0 | 2 | 0 | 0  | 2  | 0  | 8      |
| Schottland |  | 0 | 0 | 0 | 1 | 1 | 0 | 1 | 0 | 1 | 2  | 0  | 1  | 7      |

### Runde 4
- 11. März 1959 in Falkirk

| Team       |  | 1 | 2 | 3 | 4 | 5 | 6 | 7 | 8 | 9 | 10 | 11 | 12 | Gesamt |
| ---------- |  | - | - | - | - | - | - | - | - | - | -- | -- | -- | ------ |
| Kanada     |  | 0 | 4 | 0 | 5 | 0 | 0 | 1 | 0 | 0 | 0  | 1  | 4  | 15     |
| Schottland |  | 2 | 0 | 2 | 0 | 1 | 1 | 0 | 1 | 1 | 1  | 0  | 0  | 9      |

### Runde 5
- 11. März 1959 in Falkirk

| Team       |  | 1 | 2 | 3 | 4 | 5 | 6 | 7 | 8 | 9 | 10 | 11 | 12 | Gesamt |
| ---------- |  | - | - | - | - | - | - | - | - | - | -- | -- | -- | ------ |
| Kanada     |  | 1 | 1 | 2 | 1 | 0 | 0 | 2 | 1 | 1 | 0  | X  | X  | 9      |
| Schottland |  | 0 | 0 | 0 | 0 | 0 | 1 | 0 | 0 | 0 | 1  | X  | X  | 2      |

## Endstand
| Platz | Land       |
| ----- | ---------- |
| 1     | Kanada     |
| 2     | Schottland |